# وست پوکوموک (مریلند)
وست پوکوموک (به انگلیسی: West Pocomoke) شهری در ایالت مریلند کشور ایالات متحده آمریکا است که جمعیت آن در سرشماری سال ۲۰۱۰ میلادی، ۴۵۴ نفر بوده‌است.